# Rugby Amatori & Calvisano 2002-2003

## Super 10 2002-03

### Stagione regolare
| Incontro                       | Andata | Ritorno |
| ------------------------------ | ------ | ------- |
| Parma — Amat. & Calvisano      | 11-32  | 20-24   |
| Amat. & Calvisano — Petrarca   | 40-22  | 48-24   |
| Silea — Amat. & Calvisano      | 13-47  | 11-42   |
| Amat. & Calvisano — L’Aquila   | 43-7   | 43-22   |
| Rovigo — Amat. & Calvisano     | 12-21  | 0-64    |
| Amat. & Calvisano — GRAN Parma | 24-15  | 35-27   |
| Benetton — Amat. & Calvisano   | 25-9   | 19-25   |
| Amat. & Calvisano — Rugby Roma | 58-19  | 46-6    |
| Amat. & Calvisano — Viadana    | 31-29  | 3-29    |

#### Risultati della stagione regolare
| Posizione | G  | V  | N | P | PF  | PS  | DP   | B  | Pt |
| --------- | -- | -- | - | - | --- | --- | ---- | -- | -- |
| 1ª        | 18 | 16 | 0 | 2 | 635 | 311 | +324 | 11 | 75 |

### Fase finale
| Turno | Incontro                     | Andata | Ritorno |
| ----- | ---------------------------- | ------ | ------- |
| SF    | Petrarca — Amat. & Calvisano | 13-16  | 10-31   |
| F     | Benetton — Amat. & Calvisano | 34-12  | 34-12   |

## Heineken Cup 2002-03

### Prima fase
| Incontro                      | Andata | Ritorno |
| ----------------------------- | ------ | ------- |
| Amat. & Calvisano — Béziers   | 16-32  | 19-16   |
| Leicester — Amat. & Calvisano | 63-0   | 40-22   |
| Amat. & Calvisano — Neath     | 38-29  | 10-56   |

#### Risultati della prima fase
| Posizione | G | V | N | P | PF  | PS  | DP   | B | Pt |
| --------- | - | - | - | - | --- | --- | ---- | - | -- |
| 3ª        | 6 | 2 | 0 | 4 | 105 | 236 | -131 | 0 | 4  |

## Coppa Italia 2002-03

### Prima fase
| Incontro                     | Risultato |
| ---------------------------- | --------- |
| Amat. & Calvisano — L’Aquila | 33-15     |
| Petrarca — Amat. & Calvisano | 26-30     |

#### Risultati della prima fase
| Posizione | G | V | N | P | PF | PS | DP  | B | Pt |
| --------- | - | - | - | - | -- | -- | --- | - | -- |
| 1ª        | 2 | 2 | 0 | 0 | 63 | 44 | +19 | 2 | 10 |

### Fase finale
| Turno | Incontro                     | Risultato |
| ----- | ---------------------------- | --------- |
| SF    | Benetton — Amat. & Calvisano | 10-21     |
| F     | Amat. & Calvisano — Viadana  | 18-25     |

## Verdetti
- Calvisano qualificato alla Heineken Cup 2003-04.